# Virusprotein
Als Virusprotein (oft abgekürzt als VP) wird ein Protein bezeichnet, das vom Genom eines Virus kodiert wird. Es ist entweder Bestandteil des Viruspartikels selbst oder wird nur während der Virusreplikation oder der Latenz in der Zelle produziert.

## Unterscheidung nach Funktion
Funktionell unterscheidet man bei Virusproteinen Strukturproteine und Nicht-Strukturproteine. Strukturproteine sind beispielsweise im Kapsid als Penton- oder Hexonproteine, der Virushülle oder als Tegument- bzw. Matrixproteine am Aufbau des Virions beteiligt. Nicht alle am Virion nachweisbaren Proteine sind Virusproteine, da auch zelluläre Proteine in der Virushülle eingelagert oder im Inneren des Virus mitverpackt werden können. Diese sind jedoch nicht im Virusgenom kodiert. Ein Beispiel ist die Verpackung ribosomaler Proteine bei Arenaviren oder Histone bei Polyomaviridae.
Nicht-Strukturproteine erfüllen funktionelle Aufgaben während der Virusvermehrung in der Zelle, beispielsweise virale Polymerasen, Proteasen, Steuerungsproteine der Replikation oder der zellulären Genexpression u. a., oder sie werden als Faktoren der Immunevasion von der infizierten Zelle abgegeben, wie beispielsweise das HBe-Antigen des Hepatitis-B-Virus (HBV).

## Nomenklatur von Virusproteinen
Die Nomenklatur der Virusproteine ist nicht einheitlich und teilweise zwischen verschiedenen Virusfamilien unterschiedlich. Die Strukturproteine werden meist nach ihrer Funktion im Virion benannt, also als C-Protein (Core, Capsid), M-Protein (Matrix) oder E-Protein (Virushülle, engl. envelope); kommen mehrere Proteine mit gleicher Funktion vor, so werde diese durch Nummerierung unterschieden (E1, E2, M1 etc.). Beispielsweise bei Picornaviren werden auch die Strukturproteine als VP (Virusprotein) bezeichnet und entsprechend nummeriert (VP1, VP2). Bei Retroviren gibt es die Sonderbezeichnung gag für die Capsidproteine und env für Hüllproteine. Bei HBV werden die Strukturproteine aus historischen Gründen als HBc-Ag (Hepatitis-B-Virus-Core-Antigen) und HBs-Antigen (Hepatitis-B-Virus-Surface-Antigen) bezeichnet.
Die Nicht-Strukturproteine werden häufig als NS mit nachfolgender Nummerierung abgekürzt (NS2, NS3a usw.). Innerhalb einiger Virusfamilien sind die Bezeichnungen für einzelne NS-Proteine festgelegt, so dass bei einzelnen Virusspezies, bei denen im Vergleich zu anderen Spezies innerhalb der Familie dieses einzelne Protein fehlt, eine Nummerierung übersprungen werden kann. Diese Nomenklatur nach Proteinfunktion und nicht nach Reihenfolge in jedem einzelnen Genom gibt es bei Picornaviren und Flaviviren. Bei Retroviren gibt es die Bezeichnung pol für die virale Polymerase, beim HBV das HBe-Antigen (Hepatitis-B-Virus-E-Antigen), das hier aber nicht für envelope (Virushülle) steht.
Unabhängig von der Bezeichnung als Struktur- oder Nicht-Strukturprotein werden Virusproteine manchmal aus historischen Gründen oder aufgrund unbekannter Funktion mit ihrer biochemischen Charakterisierung benannt (p für Protein, gp für Glykoprotein). Dieser Bezeichnung werden Zahlen angefügt, die nun aber keine Nummerierung angeben, sondern der ganzzahlig gerundeten Molekülmasse in kDa des Proteins entsprechen, also beispielsweise p24, gp33 usw. Diese Bezeichnung geht auf die Untersuchung und Identifizierung von Virusproteinen mittels Gel-Elektrophorese zurück, bei der die ungefähre Molekülmasse bestimmt werden kann.